# Ahmad Attellesey
Ahmad Attellesey, född 30 juli 1995, är en libysk simmare.
Attellesey tävlade för Libyen vid olympiska sommarspelen 2016 i Rio de Janeiro, där han blev utslagen i försöksheatet på 50 meter frisim.